# Непийвода Наталія Федорівна
Непи́йвода Ната́лія Фéдорівна (* 20 січня 1956, Черкаси — † 16 жовтня 2004, Київ) — український мовознавець, доктор філологічних наук (з 1998), професор (з 2002).

## Біографія
Народилася 20 січня 1956 у місті Черкаси. Після закінчення 1977 філологічного факультету Черкаського педагогічного інституту викладала мовностилістичні дисципліни в Уманському державному педагогічному інституті (на посадах асистента, викладача, старшого викладача, доцента) та в Черкаському інженерно-технологічному інституті — як старший викладач, потім — доцент, завідувач кафедри української мови. У 1997 — 1999 рр. — завідувач кафедри українознавства цього інституту.
З 2000 року працювала в Інституті журналістики Київського національного університету імені Тараса Шевченка, де в 2001 — 2004 рр. очолювала кафедру мови та стилістики.
Була членом спеціалізованих учених рад КНУ ім. Т.Шевченка та Інституту української мови НАН України, членом науково-методичної комісії з журналістики Міністерства освіти і науки України, входила до редколегій періодичних видань «Українська мова та література в школі», «Стиль і текст» (обидва — Київ). Як член Правописної комісії була одним із розробників нового видання «Українського правопису» (за ред. В. М. Русанівського, 2003 опубліковано проект видання).
Основні напрями наукової діяльності — мова науково-технічної літератури, науковий стиль, інтерактивна стилістика, психолінгвістика.
Автор понад 100 наукових праць — монографій, посібників, статей, доповідей і тез.
Похована на Байковому кладовищі (кремація).

## Основні роботи
1. Непийвода Н. Ф. Мова української науково-технічної літератури (функціонально-стилістичний аспект). — К. : Міжнародна фінансова агенція, 1997. — 303 с.
2. Непийвода Н. Ф. Сам собі редактор : Порадник з української мови. — К.: Українська книга, 1998. — 238 с.
3. Непийвода Н. Ф. Науковий стиль як нейролінгвістичний код // Мовознавство. — 1997. — № 2-3. — С. 39-44
4. Гримич М., Непийвода Н., Різун В. Українська мова щодня. Початковий рівень: Навч. посібник / Міжнародний фонд «Відродження» / Ігор Осташ (ред.). — К. : Заповіт, 1998. — 160 с.
5. Непийвода Н. Практичний російсько- український словник: Найуживаніші слова і вислови. — К.: Основи, 2000. — 246с.
6. Непийвода Н. Національні особливості мовної поведінки українців // Гуманітарний вісник ЧІТІ.  — Черкаси, 1999. — С. 122–128.
7. Непийвода Н. Моделювання вербальної поведінки // Знак. Символ. Образ : Матеріали Міжвуз. наукового семінару з проблем сучасної семіотики. — Вип. 4. — Черкаси : Брама, 1999. — С. 223–229.
8. Непийвода Н. Автор наукового твору: спроба психологічного портрета (на матеріалі книги В. М. Русанівського «Історія української літературної мови». — К.: АртЕк, 2001) // Мовознавство.  — 2001. — № 3. — С. 3-16.
9. Непийвода Н. Мовні засоби інформаційного комфорту // Наукові записки Інституту журналістики. — К., 2002. — Т. 7. — С. 93-97.
10. Непийвода Н., Скотникова Т. Психолінгвістичні методи аналізу текстів // Стиль і текст. — 2003.  — № 4. — С. 244–248.
11. Непийвода Н. Інтерактивна стилістика // Стиль і текст. — 2003. — № 4. — С. 6-18.
12. Різун В. В., Непийвода Н. Ф., Корнєєв В. М. Лінгвістика впливу. — К. : ВПЦ «Київський університет», 2005. — 148 с.

## У мережі
- Бібліометричний профіль Н. Ф. Непийводи в Google Академія